# Ensittarlagen
Ensittarlagen är en lag som gällde 1918-76, med revideringar 1920 och 1925, och bestämde att den som ägde ett eget hem på mark som ägdes av någon annan fick rätt att friköpa marken under vissa förutsättningar, även om markägaren motsatte sig detta.  Lagen gällde inte mark ägd av det allmänna som staten, kommunen, etc. Två villkor måste vara uppfyllda:
1. Boningshusets värde måste uppgå till minst en fjärdedel av markens och byggnadernas sammanlagda värde.
2. Markområdet måste ha varit ur markägarens besittning i minst tio år, eller upplåten till nyttjaren med sådana villkor att den skulle förbli i dennes besittning i minst tio år.

Vid lagens införande beräknades den beröra omkring 100 000 hushåll på fastighet som ägdes av annan. Vid slutet av 1960-talet hade antalet berörda hushåll sjunkit till ca 6 000 och lagen ansågs ha fyllt sin sociala funktion. Sveriges regering föreslog därför 1967 att lagen skulle upphöra att gälla, vilket Sveriges riksdag beslöt skulle ske den 31 december 1976.